# Vincent Mhlanga
Vincent Mhlanga (f. 24 de diciembre de 2020) fue un político suazi que se desempeñó de manera interina como primer ministro del Reino de Suazilandia, en dos ocasiones: Entre agosto y octubre de 2013 y entre septiembre y octubre de 2018. 
Con un doctorado en Finanzas, Mhlanga fue director gerente de FINCORP, SIDC y formó parte de numerosos juntas. Entre los últimos cargos que ocupó fue el de Director Gerente de la Oficina del Rey. Murió de COVID-19 el 24 de diciembre de 2020.

## Primer ministro interino
El 4 de septiembre de 2018, el primer ministro Barnabas Dlamini y los 18 ministros de su gabinete fueron relevados de sus cargos, en un anuncio realizado por el fiscal general Sifiso Khumalo, el 6 de septiembre. Mhlanga fue nombrado primer ministro interino y comenzó a desempeñas sus funciones el 7 de septiembre, hasta las elecciones realizadas el 21 de septiembre.